# (3552) Don Quixote
(3552) Don Quixote es un asteroide próximo a la Tierra, o NEA por su acrónimo en inglés, que además tiene una órbita que le lleva a cruzar la de Júpiter, siendo también por tanto clasificado como asteroide Amor. Fue descubierto por Paul Wild el 26 de septiembre de 1983 desde el Observatorio de Berna-Zimmerwald, Suiza. Su nombre hace referencia a Don Quijote, personaje de la novela de Miguel de Cervantes, El ingenioso hidalgo Don Quijote de la Mancha.

## Características
Este asteroide es probablemente un núcleo cometario que ya ha agotado su material volátil y solo queda un núcleo rocoso. Su órbita fuertemente inclinada y excéntrica puede ser también un indicativa de esta característica. Además, se le ha calculado un diámetro de 18,7 km, el tercer mayor NEA conocido, y un albedo de 0,02 – 0,03, lo que clasifica este asteroide como de asteroide de tipo D, típico también de un núcleo cometario.
Su particular órbita es caótica debido a las interacciones gravitatorias con los planetas, particularmente los exteriores. Se estima en un 50% las posibilidades de que sea expelido del Sistema Solar dentro de los próximos 250.000 años.
Se le consideraba un núcleo cometario inerte, pero en 2014, observaciones en el infrarrojo han hallado una cola cometaria en la banda de 4,5 μm y mucho menos acusada en la banda de 3,6 μm lo que indica que se trata de un flujo de CO2 estimulado por fotodisociación.